# Arunda lignosa
Arunda lignosa är en fjärilsart som beskrevs av Heinrich Benno Möschler 1886. Arunda lignosa ingår i släktet Arunda och familjen tandspinnare. Inga underarter finns listade i Catalogue of Life.